# Dewa (provincia)

Mappa delle province giapponesi con la provincia di Dewa evidenziata

Dewa (giapponese: 出羽国; -no kuni) fu una provincia del Giappone che compone oggi le prefetture di Yamagata e Akita, eccetto per la città di Kazuno ed il paese di Kosaka.
Dewa venne divisa dalla provincia di Echigo nel 708 e lentamente si allungò verso nord man mano che il popolo giapponese scacciò il popolo indigeno dell'Honshū settentrionale. Nel periodo Sengoku la regione meridionale intorno a Yamagata fu in possesso del clan Mogami, mentre quella settentrionale del clan Akita, entrambi i quali combatterono al fianco di Tokugawa Ieyasu alla Battaglia di Sekigahara.
Durante il periodo Edo, nella provincia di Dewa si sviluppò il dominio Kameda.
Nel periodo Meiji Dewa venne divisa nelle province di Uzen e Ugo prima della riorganizzazione delle prefetture.